# Meßstetten
Meßstetten es una localidad del Distrito de Zollernalb, en Baden-Wurtemberg, Alemania.